# Bianchi cavalli d'agosto
Bianchi cavalli d'agosto è un film italiano del 1975, diretto da Raimondo Del Balzo.

## Trama
Il piccolo Barney e il suo cane Clipper vanno con la famiglia a Pugnochiuso, sul promontorio del Gargano, per trascorrere le vacanze. Barney stringe amicizia con Pasqualino, un ragazzino che lavora come inserviente dell'albergo. Il bambino deve sopportare la separazione dei genitori, ma un grave incidente in cui resterà coinvolto farà in modo che i genitori decidano di riappacificarsi. Il piccolo sopravvive a una delicata operazione; dopo avere accarezzato il suo Border collie, vede per l'ultima volta un cavaliere simile a un Tuareg galoppare in riva al mare.

## Produzione
Il film è stato ambientato sul Gargano, e girato in particolare a Pugnochiuso, frazione marina di Vieste.